# Последњи двобој
Последњи двобој: Истинита прича о злочину, скандалу и суђењу борбом у средњовековној Француској (енгл. The Last Duel: A True Story of Crime, Scandal, and Trial by Combat in Medieval France), или само Последњи двобој, књига је америчког аутора Ерика Џегера из 2004. године о последњем званично признатом судском двобоју одржаном у Француској. Књигу је у Србији објавила издавачка кућа Вулкан 2021. године, у преводу Владана Стојановића.

## Резиме
Усред разарајућег Стогодишњег рата између Француске и Енглеске, нормански витез Жан де Kаруж, који тек што се враћа из борбе у Шкотској, суочава се код куће са још једном смртоносном претњом. Његова супруга Маргерита оптужила је штитоношу Жака ле Грија за силовање. Нашавши се у пат-позицији, суд одлучује о суђењу борбом између њих двојице, што такође доводи до тога да Маргеритина судбина виси о концу. Ако њен муж изгуби у двобоју, она ће бити погубљена због лажне оптужбе.
Док непријатељске трупе харају земљом, а побуна и куга доводе у питање животе свих осталих, Де Kаруж и Ле Гри састају се потпуно оклопљени на једном зидом ограђеном пољу у Паризу. Жесток двобој који је потом уследио био је последњи који је Париски парламент одобрио. Одвијао се пред масовном публиком, међу којом је био и осамнаестогодишњи краљ Шарл VI, а исход је био тај да су оба борца рањена – али само један од њих смртно.
Заснована на опсежном истраживању у Нормандији и у Паризу, књига Последњи двобој оживљава разнобојно, турбулентно доба, у којем су три незаборавна лика била ухваћена у фатални троугао злочина, скандала и освете. Последњи двобој је истовремено дирљива људска драма, импресивна и истинита крими-прича, као и дело задивљујућа историјске интриге са темама које снажно одјекују вековима касније.

## Адаптације
Скраћену верзију књиге прочитао је Роберт Гленистер за BBC Radio 4 као „Књигу недеље” између понедељка 10. и петка 14. јануара 2005. године.
Последњи двобој, драмски документарни филм заснован на књизи и који укључује Џегерове коментаре, емитовао је BBC Four као део сезоне са средњовековном тематиком 24. априла 2008. године.
У јулу 2019. објављено је да ће Бен Афлек и Мет Дејмон глумити, заједно написати сценарио и продуцирати филмску адаптацију романа, а Ридли Скот режирати. Џоди Комер се придружила глумачкој екипи као Маргерита де Каруж, а Адам Драјвер је потврђен као Ле Гри. Снимање је почело у Дордоњи у Француској у фебруару и марту 2020. и настављено је у Ирској. Првобитно је било планирано да филм буде издат у ограниченом издању 25. децембра 2020, пре него што би био објављен 8. јануара 2021. године. Због пандемије ковида 19, филм је на крају објављен 15. октобра 2021. године.